# Torvmossemätare
Torvmossemätare, Arichanna melanaria är en fjärilsart som beskrevs av Carl von Linné 1758. Torvmossemätare ingår i släktet Arichanna och familjen mätare, Geometridae. Arten är reproducerande i Sverige. Inga underarter finns listade i Catalogue of Life.